# Jean de Villiers (Rugbyspieler)
Jean de Villiers (* 24. Februar 1981 in Paarl) ist ein ehemaliger südafrikanischer Rugby-Union-Spieler, der als Innendreiviertel für die südafrikanische Nationalmannschaft und die irische Provinz Munster spielte. Er wurde im Jahr 2007 mit den „Springboks“ Weltmeister.

## Karriere
De Villiers machte zum ersten Mal im Trikot der 7er-Nationalmannschaft auf sich aufmerksam. Mit dieser Auswahl wurde er Zweiter in der IRB Sevens World Series und Dritter bei den Commonwealth Games im Jahr 2002. Im selben Jahr gewann er mit der U21-Auswahl Südafrikas die Weltmeisterschaft. Aufgrund seiner herausragenden Leistungen bei dieser WM wurde er im November 2002 erstmals in der Herrennationalmannschaft gegen Neuseeland eingesetzt. Nach nur fünf Minuten verletzte er sich jedoch schwer am Knie und fiel über ein Jahr aus.
De Villiers kehrte 2004 in die Reihen der Nationalmannschaft zurück und feierte den zweiten Titelgewinn bei den Tri Nations. Im Jahr 2006 wurde er erstmals als Kapitän aufgestellt, als Südafrika auf eine Weltauswahl traf. Bei der Weltmeisterschaft 2007 gehörte er ebenfalls zum Kader, eine erneute Verletzung setzte ihn jedoch nach dem ersten Gruppenspiel gegen Samoa außer Gefecht, sodass er nicht weiter zum erfolgreichen Turnierverlauf beitragen konnte.
Nach enttäuschend verlaufenden Tri Nations wurde de Villiers für den Kader für die Novemberländerspiele 2008 nominiert. Es gelang den Südafrikanern, alle Spiele gegen die britischen Auswahlen zu gewinnen, unter anderem fügte man England die höchste Heimniederlage der Geschichte zu. Im Jahr 2009 gehörte er zum Kader Südafrikas beim Aufeinandertreffen mit den British and Irish Lions. Die Springboks gewannen die Serie mit 2:1 und sicherten sich zudem den dritten Titel bei den Tri Nations im selben Jahr.
De Villiers wechselte nach den Tri Nations 2009 zur irischen Region Munster.
Nachdem er sich bei der WM 2015 im Vorrundenspiel gegen Samoa am 26. September 2015 eine Unterkieferfraktur zugezogen hatte, gab er das Ende seiner Karriere bekannt.